# 내동항 (해남군)
내동항은 대한민국 전라남도 해남군 북일면 내동리에 있는 어항이다. 1973년 12월 13일 지방어항으로 지정하여 관리하고 있다. 시설관리자는 해남군수이다.

## 어항 시설
- 방파제 190m, 선착장 123m

## 주요 어종
- 낙지, 장어, 바지락, 굴